# Edlington
Edlington è un paese di 8.276 abitanti della contea del South Yorkshire, in Inghilterra.